# プライド革命
「プライド革命」（プライドかくめい）は、CHiCO with HoneyWorksの楽曲。2015年8月5日に3枚目のシングルとしてミュージックレインより発売された。

## 概要
前作より約半年ぶりのリリース。
表題曲「プライド革命」は、テレビ東京系アニメ『銀魂゜』のオープニングテーマ。前作同様、CHiCO with HoneyWorks盤とアニメ盤の2形態で発売され、CHiCO with Honeyworks盤にはヤマコによる描き下ろしポスタージャケット、アニメ盤には『銀魂゜』描き下ろしポスタージャケットが付属した。

## 収録内容
| 全作詞・作曲・編曲: HoneyWorks。 |                                |            |            |      |
| #                                | タイトル                       | 作詞       | 作曲・編曲 | 時間 |
| 1.                               | 「プライド革命」               | HoneyWorks | HoneyWorks | 3:55 |
| 2.                               | 「ヒストリア」                 | HoneyWorks | HoneyWorks | 3:29 |
| 3.                               | 「プライド革命」(instrumental) | HoneyWorks | HoneyWorks | 3:55 |
| 4.                               | 「ヒストリア」(instrumental)   | HoneyWorks | HoneyWorks | 3:25 |
| 合計時間:                        | 合計時間:                      | 14:44      |            |      |

## 楽曲解説
1. プライド革命
テレビ東京系アニメ『銀魂゜』第2期オープニングテーマで[8]、同作のオープニングテーマということからバンドサウンドを想定して制作された[9]。
歌詞は、『銀魂゜』に登場するキャラクターが活躍する情景をイメージしながら書かれたもので、1コーラス目は作詞を担当したHoneyWorksの2名で相談しながら同作の世界観に寄せて書かれ、2コーラス目からはHoneyWorks独自のストーリー性を持たせて書かれている[9]。
ボーカル録りは12時間費やされ、CHiCOは「男っぽく、言葉をぶつけるように歌うことを意識した」と語っている[9]。
2. ヒストリア
「壮大な復讐劇」を描いたロックテイストの楽曲。Gomは「ダークなHoneyWorksをやりたかった。歌詞も英語を多用し、クールな雰囲気を目指した。」と語っている[10]。

## 楽曲・動画制作メンバー
※出典
- CHiCO - ボーカル
- Oji - ギター
- shito - ベース
- cake - ピアノ
- AtsuyuK! - ドラム
- ヤマコ - 動画
- モゲラッタ - ロゴ

## 収録アルバム
1. プライド革命
  - 1stスタジオ・アルバム『世界はiに満ちている』
  - コンピレーション・アルバム『銀魂BEST4』

## カバー
- Afterglow［美竹蘭（佐倉綾音）］ - ゲーム『バンドリ! ガールズバンドパーティ!』に収録（2018年1月24日追加[12]）。2019年12月発売のアルバム『バンドリ！ ガールズバンドパーティ！ カバーコレクション Vol.3』でCD初収録[13][14]。
- Study - 2019年のワンマンライブ「PROGRESSIVE」でカバー[15]。